# 中華文化復興運動
中華文化復興運動是中華民國政府以復興中华文化为目的而開展的思想文化運動。為了維護傳統中華文化，發揚革命精神:186。與中國共產黨之文化大革命運動分庭抗禮，以顯示中華民國為正統中華文化之代表。1966年11月，孫科、王雲五、陳立夫、陳啓天、孔德成、張知本等1,500人聯名給行政院寫信，建議發起「中華文化復興運動」，要求規定每年11月12日國父孙中山誕辰日為「中華文化復興節」:229。1967年7月28日，臺灣各界舉行中華文化復興運動推行委員會（現名為中華文化總會）發起大會，中華民國總統蔣中正任會長，運動即在臺灣和海外推行:230。

## 緣起
由于中国大陆当时正處於「文化大革命」之災難中，在「破舊立新」口號下，一批中國文化之遺產遭到巨大破坏，整個中國大陸文化知識界飽受凌辱和摧殘；這是中國共產黨建政後的又一次重大災難，對中國文化之正常發展造成十分消極之影響；中華民國政府遂揭起復興中國文化之旗幟，希望樹立為中國文化承繼者和捍衛者之形象。

## 运动宗旨与目标
- 以倫理道德為淑世之本。其最具體的行為表徵，就是忠、孝、仁、愛、信、義、和、平；其最重要的哲學基礎是「仁」字。

- 以民主自由為福國之則，有全國共同遵守的大法，即中华民国宪法。使政治舉措有常軌。要國會能自由行使其職權，使法律之效力能永固。归于民治，树立法治。

- 以科學技術為正德利用厚生之實，其終極目的，在於養民。養民之道，不外衣、食、住、行、育、樂六項，故特以此六項科學化之建設，為正德、利用、厚生之張本。

## 运动行则与成果

### 從教育改革為文化復興奠基
以教育来促进国民知识水平普遍提高，增加国民就业机会。推进人民順利的適應生活環境，改善生活。
教育方面，号召以德、智、体、羣四育并重；重视生活教育，改订国小与国中学生生活教育课本，将伦理道德贯注于学生日常生活中。同时加大学生的科技教育，除在国民中学内实施试探性的职业陶冶，而在高中则侧重于职业学校的发展，以配合国家经济建设及生产工作的需要；中华文化复兴会并设立科学技术研究发明奖，奖助社会普通人士对科技的研究发明。
体育方面，推委会注重全民体育的倡导与推行，团队的合作与运用，改进学校与社会的体育设施，加强体育组织及团队的训练与活动，并经常举办国际体育活动与联系。并大力发展体育学术研究，提高全民体育技能。

### 从学术整理为文化复兴开路
蒋中正号召「以心物羣己关系的和谐，造成新中国三民主义伦理、民主、科学的社会蓝图，是导致文化的整合。」
在整个中华文化复兴运动中，推委会目标「对传统文化作一番整理，去芜存菁。同时选择西洋文化的精华，吸取采用，合中西文化融于一炉，而造成一种更新的能造福人类的中和文化」。在蔣督導下，推委會創建眾多專門機構和委員會，如學術出版促進委員會負責整理出版古代思想典籍，向年輕一代普及學術精華，前後出版大量中國古籍書目，像《周易今注今譯》、《老子今注今譯》、《詩經今注今譯》、《孟子今注今譯》、《白話史記》、《白話資治通鑒》等
整理大量古籍，使文字显明易懂化，让普通民众能读得懂。中國古代典籍大量影印出版，對保存中國文明成果有所貢獻。
编印中华文化概述，出版中国历代思想家（一百位），介绍其生平思想行谊及其著作的影响作用，使国人对中国学术思想之演变，有较深入之认识。编印中国历代忠孝人物故事（一百位）及忠孝文选，以发扬民族文化人文精神的宏伟风范。重新英译四书，并向海外发行，以加强国际学者对中国文化之了解与景崇。
译介西方名著，有关于政治、经济、社会、科学等各方面者，已有多种出版。翻译英国人李约瑟所著「中国的科学与文明」。
编印「中国科学技术史」丛书、「周秦汉魏诸子知见书目」、「中国史学论文选集」、「中国人文及社会科学史丛书」、「中国近代法制研究」、「中国文献西译书目」、「现代化建设与中华文化复兴运动」专辑、「中华文化总论书目」、「中华文化复兴论丛」、「研订标准行书模板」等书，均已出版。
引进新的科学技术，吸收新的科学知识，以加强国家现代化的行程。促进中西文化的交流，俾收文化整合之帮助。这些学术上的整理工作，是光大中华文化所必循的途径，也是融合中西文化所必采的方法。

### 从文艺研究为文化复兴发皇
从民族文化人文主义所掀起文艺思潮：第一是宏扬伦理道德的具体行为，以表现国民的忠孝仁爱精神。第二是倡导反共产反奴役反迫害的民主意识，以稳固民主思想与制度。第三是发展科学技术，促进科技进步，以实现国家的现代化与现代文明。具體方案如下：
- 设立國家文藝基金會。
- 拟定文化政策。
- 国剧推行委员会对国剧的进行改进与推行，如国剧的定期演出，剧本的整理与创作，场面人员的训练，国剧课程的设计与课本的改进，举办各大专青年暑期国剧研习会等。
- 设立由中央到地方各文化中心机构，联合全国文艺界举行文艺座谈，举办各种文艺季，奖励文艺创作，设立文艺研究班，辅导各种文艺活动，如书画展览、戏剧演出、舞蹈表演、音乐演奏，各种文艺创作比赛，改进与弘扬传统艺术。
- 办理国际文艺交流，研习国际文艺创作技巧。
- 编印中华文艺史，纠正部分中国共产党对中国传统文艺的破坏。
- 制作大量配合大众传播的文艺节目，发扬文艺工作的多彩多姿。
- 精印中国当代名家书画专辑。

### 从国民生活辅导为文化复兴扎根
推委会提出，文化是生活的表征，修明伦理，发扬道德应从辅导国民的生活做起，使国民了解立身处世、为人做事、待人接物的道理。应把伦理道德的真义涵咏于国民日常生活行为中。订立相应规范与准则使人与人相处的交互关系，有一定的标准尺度和适当的依据，才不致逾越常轨，有所歧扰。
推委会還頒佈推行《国民生活须知》，订立包括衣、食、住、行、娛樂等方面之九十九條具體規則，作為國民生活準則。國民生活輔導委員會負責倫理道德發揚工作，發起「復興中華文化青年實踐運動」，制定《國民生活須知》，對人們提出衣食住行諸多生活基本要求，以期弘揚禮儀之邦文明。《国民礼仪範例》經過修訂，1970年正式頒行，擴展培養青年為全社會生活理想。

### 从融合中西文化达成文化创新的目的
为光大中华民族文化传统，促进中华文化持续创新发展，推委会拟订「中华文化与现代西方学术思想融合发展推行计划」，并复拟订「中华文化丛书编印实施计划」来肯定中华文化价值，复兴民族文化，阐扬国父遗教暨先总统蒋公思想言论精义，并宣扬三民主义建设成绩，贯彻反共复国国策。

## 运动过程
1966年11月12日，孫中山一百週年誕辰。在台北陽明山新建之中山樓中華文化堂落成儀式上，蔣中正發表《中山樓中華文化堂落成紀念文》，繼續宣揚三民主義與中國傳統相揉合之文化宗旨，宣稱「三民主義思想，不惟為中華文化之匯歸，而三民主義之國民革命，乃益為中華民族文化之保衛者」。其中言曰：「余篤信倫理、民主、科學乃三民主義思想之本質，亦即為中華民族傳統文化之基石。」當時參加这次紀念會的全体人士，遂聯合簽名籲請政府明定每年11月12日作为國父誕辰紀念日，同時為中華文化復興節:229。
1966年12月25日：蒋中正主持中华民国“国民大会宪政研究会”开会。在会上宣布将发起中华文化复兴运动，实行三民主义，凭借传统人本精神与伦理观念，唤醒理性良知。12月26日：中國國民黨中央委員會九届四中全会在台湾省台北市举行，会议通过《中华文化复兴运动方案》:230。
1967年2月14日，行政院长严家淦向立法院提出推行文化复兴运动的施政方针。4月9日，蒋中正就孔孟学会召开年会致函会议，称发扬孔孟学说有助三民主义的实行，革新国民生活，实现文化复兴。7月28日，在陽明山中山樓舉行「中華文化復興運動推行委員會發起大會」。會議通過「中華文化復興運動」綱領和章程，推選組織機構。中华民国行政院成立“中华复兴运动委员会”，蒋中正任委员长，孙科、王云五、钱穆、于斌、左舜生、林语堂、王世宪、钱思亮、谢东闵组成主席团:230。
1967年7月30日，中國國民黨中央委員會颁布《推进中华文化复兴运动办法》，提出加强学术研究、推动社会生活、举办文艺活动、教育配合、倡导大众传播、加强妇女工作。并颁布措施，加强三民主义教育、坚定战斗意志、弘扬传统文化。
1967年8月24日，孙科、王云五、陈立夫為「中华文化复兴推动委员会」副委员长。谷鳳翔任秘書長。
1967年8月28日，中华民国教育部为推动九年国民教育发布十点指示：
- 推动文化复兴运动。
- 国民学校制定长期规划。
- 学校按教育部规定，安排教学时数。
- 学校不准买卖未经审核的补习材料。
- 教师尽心教育，不得做有收入之辅导。
- 制定学生作业指导方法，低年级学生课外作业不高于半小时，高年级学生不高于1小时。
- 加强艺能教育，培养实际工作能力。
- 学校中发挥教师专长，实施分科教学。
- 学校中成立各种教学研究会。
- 国民教育与家庭教育相结合。

1967年11月21日，中国国民党九届五中全会通过：发扬中华传统文化、尊重人格独立、尊重民主自由、实行耕者有其田、推动社会福利、保障择业自由、维持家庭伦理关系、宗教信仰自由、各民族平等、维护国际和平。
1968年3月29日，蒋中正就青年节发表《告青年书》，提出“以科学报国，发展民族文化之精义。伦理、民主、科学一脉相联，民主不兴、科学与伦理便不兴。国家建设以发展科学为第一要务，要以做一个中国人为荣，对民族国家负责，对人类负责”。
1968年4月30日，中华复兴运动推动委员会颁布《国民生活须知》。10月15日，中华复兴运动推动委员会制定几项工作重点：推行国民生活须知、加强体育运动、订定国民生活礼仪、贯彻教育改革、设定标准文艺活动中心、建立大规模国民社会教育馆、整理国剧国乐、编译今译今注古籍作为国民读本、翻译介绍世界名著。
1968年11月12日，蒋中正就孙中山诞辰和中华文化复兴节发表《告全国同胞书》，提出“复兴中华文化，造成三民主义新时代，发扬伦理、科学、民主精神，明礼义、知廉耻；贯彻三民主义宪政，从推广廉能政治开始，民生建设的要务在于发展科学；一齐抢救国家，同胞，文化”。
1969年4月8日，中国国民党十届全会大会通过《现阶段社会建设纲领》明示“社会建设目标：发扬科学功能，培养企业精神。运用人力资源加强社会福利措施，建立社会安全，谋求社会发展，平衡社会建设，均衡财富，建设安和乐利社会。养成国民守法，守秩序的精神，推广地方自治，发展民族精神。继承优秀文化传统，明礼尚义，重廉知耻”。
1969年12月25日，蒋中正就行宪纪念日致函国大代表：“努力弘扬民主宪政，阐扬科学与伦理相结合的观念，培养道德与精神力量，促进人类健全发展。掌握中华文化仁本精神，消弭世界物本主义流毒”。
1970年7月29日，中华民国教育部颁布《爱国建国教育纲领》提出加强师范教育，发扬民族文化传统，提倡民族自尊，鼓励教师进修，发展职业与技术教育，改进大专教育，鼓励学人回台任教等。
1971年7月26日，蒋中正在中华文化复兴运动推行委员会第四次会议上提出："守经知常，创新应变，温故而知新，苟日新，日日新，又日新，多难兴邦，殷忧启圣"。进一步推动运动发展。
1972年6月13日，蒋经国在立法院作施政报告，提出：“从大处着眼，从实际重点着手，发展团队精神，树立爱民、便民风气；一切施政以发扬民族大义，奋发民族精神为要，在三民主义旗帜下团结海内外人士”。
1973年4月22日，中华民国孔孟学会开会，蒋中正提出：“国人应明礼守法，践行仁义，三民主义以孔孟为源”。12月17日，蒋中正告中华民国同胞扩大好人好事运动，称发扬人性是最佳武器，中华民国以人本主义从事精神战、文化战、主义战，攻人之心、夺人之魄。
1975年3月28日，蒋经国发表文章《为国献身，为民献心》，纪念青年节。提出“发扬民族道德、文化、传统与智能，中国的命运应由青年人掌握”。
1976年9月16日，蒋经国在立法院作施政报告，强调“教育之道在于巩固国本，行政之本在于为民服务，共同努力创造纯洁、朴实的社会”。
為響應中華文化復興運動，台灣的顏氏宗親會在1970年代末在台北市松山區開始興建顏子廟； 鄭氏宗親總會則在內湖區建立開臺聖王成功廟；孟氏宗親會也在該年代也計畫內湖區金龍禪寺附近籌建孟子廟。

## 评价
- 陈立夫：中華文化復興運動之推行，迄今已十三年，成績如何？社會人士自有公正之定評；惟在此有必要一言者：
  - 第一，文化復興導向了正確的路線，倫理、民主、科學是中華民族文化的基石，亦為三民主義思想的本質；復興中華文化，卽須切實的實踐三民主義。
  - 第二，文化復興促進了文化的蓬勃，過去國際人士謂臺灣是文化沙漠，現在臺灣各種文物活動，各種書刊印行、各種演講會、座談會、觀摩會、展覽會...的擧辦，幾乎每日都有，隨時可見，造成國家一普遍中興景象。
  - 第三，文化復興抬高了我國的文化聲譽和地位，在國際上，臺灣被認為是保存中國優良傳統文化最豐富的地方，增加了國際學者仰慕臺灣，崇敬臺灣，甚至熱愛臺灣而增加了來臺觀光人士的數量，改變了國際學者對臺灣的觀感。
- 牟宗三：「民族文化精神教育」與其他方面教育一樣「資料化」、「教學化」，根本沒有「精神」，自然也稱不上「教育」[13]。

### 引用
1. ↑  李守孔. . 台北: 三民書局. 1973. ISBN 978-957-14-0663-3.
2. 1 2 3 4 5  李松林. . 台北: 風雲時代出版. 1993. ISBN 957-645-416-6.
3. ↑  陳鐵健、黃鐵炫. . 香港: 中華書局. 1992: 122.
4. 1 2  . 多维新闻. 2015-09-05  [2021-10-26]. （原始内容存档于2021-10-27） （中文（简体））.
5. ↑  . m.sohu.com.   [2021-10-26]. （原始内容存档于2021-10-26）.
6. ↑  陳鐵健、黃鐵炫著，《蔣介石與中國文化》，香港：中華書局，1992年4月，第175頁
7. ↑  陳鐵健、黃道炫著，《蔣介石與中國文化》，香港：中華書局，1992年4月，第123頁
8. ↑  陳鐵健、黃鐵炫著，《蔣介石與中國文化》，香港：中華書局，1992年4月，第120頁
9. 1 2 3 4  陳鐵健、黃鐵炫著，《蔣介石與中國文化》，香港：中華書局，1992年4月，第121頁
10. ↑  . 《聯合報》. 1976-08-21 （中文（臺灣））.
11. ↑  . 《聯合報》. 1978-10-08 （中文（臺灣））.
12. ↑  . 《民生報》. 1978-05-06 （中文（臺灣））.
13. ↑  牟宗三講演，〈中國文化大動脈中的終極關心問題〉，《中國文化的省察》，台北，聯經出版，1983年，第126頁，ISBN 957-08-1200-1

## 外部連結
- 中華文化復興運動（页面存档备份，存于）（《中華百科全書》）
- 中華文化總會（页面存档备份，存于）（原中華文化復興運動總會）